# Paul Anka
Paul Albert Anka (Ottawa, 30 juli 1941) is een Canadese singer-songwriter, songwriter en filmacteur die sinds 1990 de Amerikaanse nationaliteit heeft.

## Levensloop
Zijn ouders hadden een restaurant in Ottawa. Zijn vader was van Syrische en zijn moeder van Libanese afkomst. Anka zong in het koor van de Grieks-orthodoxe kerk, waarvan de dirigent hem muziektheorie bijbracht. Ook had hij pianoles. Op de middelbare school richtte hij met twee vrienden het trio The Bobby Soxers op.
In 1955, toen hij veertien was, nam hij zijn eerste single op, I Confess. In 1957 ging hij naar New York met 100 dollar die hij van zijn oom gekregen had. Hij kreeg er van Don Costa, de baas van de ABC-studio's, de kans om Diana op te nemen, waarmee hij in één klap beroemd werd. Het nummer schoot naar de hoogste top van de hitparade en ging negen miljoen keer over de toonbank. Ook zijn opvolgers werden hits en Anka werd een tieneridool.
Anka schreef ook hits voor anderen: It Doesn't Matter Anymore voor Buddy Holly, She's a Lady voor Tom Jones en de tekst van My Way (op de melodie van Comme d'habitude van Jacques Revaux) voor zijn goede vriend Frank Sinatra. Anka wordt ook wel een jongere versie van Frank Sinatra genoemd.
Hij begon ook te acteren. Een van zijn bekendste films is The Longest Day uit 1962 , waarvoor hij ook de titelsong schreef. Na enkele jaren zonder een hit zong hij een duet met Odia Coates in 1974: (You're) Having My Baby. In 2005 kreeg hij een ster op Canada's Walk of Fame.
Paul Anka treedt nog regelmatig op. Zo was hij in 2007 te zien en horen op het North Sea Jazz Festival in Rotterdam. Ook verscheen in dat jaar het dubbelalbum Classic Songs - My Way om zijn vijftigjarig jubileum in het vak te vieren. Op dit album brengt hij wederom jazzversies van bekende nummers, maar waar op Rock Swings rocknummers worden bewerkt, zijn het deze keer popklassiekers. Ook staan op het album duetten, zoals My Way met Bon Jovi en You Are My Destiny met Michael Bublé. Van de laatste heeft Anka het debuutalbum geproduceerd. 
Paul Anka schreef samen met Michael Jackson ook diens nummer This Is It, dat in 2009 na Jacksons dood werd uitgebracht. In 2014 verscheen Love Never Felt So Good, een bewerkte vorm van het nummer dat Anka en Jackson in 1983 geschreven hebben.

### Persoonlijk
Van 1963 tot 2000 was hij met Anne de Zogheb gehuwd, met wie hij vijf dochters heeft. Hij trouwde daarna met Anna Åberg, met wie hij één zoon heeft. In oktober 2016 trouwde de inmiddels 75-jarige Anka weer, in Los Angeles met Lisa Pemberton. In 2020 scheidde het koppel.  

## Discografie

### Albums
| Album met eventuele hitnotering(en) in de Nederlandse Album Top 100 | Datum van verschijnen | Datum van binnenkomst | Hoogste positie | Aantal weken | Opmerkingen   |
| ------------------------------------------------------------------- | --------------------- | --------------------- | --------------- | ------------ | ------------- |
| Golden Songs                                                        | 1981                  | 04-04-1981            | 4               | 15           | Verzamelalbum |
| Freedom for the World                                               | 1988                  | 02-01-1988            | 58              | 10           |               |
| Rock Swings                                                         | 2004                  | 22-10-2005            | 35              | 16           |               |

| Album met hitnotering(en) in de Vlaamse Ultratop 200 albums | Datum van verschijnen | Datum van binnenkomst | Hoogste positie | Aantal weken | Opmerkingen |
| ----------------------------------------------------------- | --------------------- | --------------------- | --------------- | ------------ | ----------- |
| Rock Swings                                                 | 2004                  | 22-10-2005            | 35              | 16           |             |
| Classic Songs - My Way                                      | 02-11-2007            | 02-02-2008            | 39              | 8            |             |
| Duets                                                       | 2013                  | 27-04-2013            | 145             | 1            |             |

### Singles
| Single met eventuele hitnotering(en) in de Nederlandse Top 40 | Datum van verschijnen | Datum van binnenkomst | Hoogste positie | Aantal weken | Opmerkingen                                |
| ------------------------------------------------------------- | --------------------- | --------------------- | --------------- | ------------ | ------------------------------------------ |
| Pré-Top 50                                                    |                       |                       |                 |              |                                            |
| Diana                                                         | 1957                  | 11-1957               | 2               | 20           |                                            |
| Crazy Love                                                    | 1958                  | 07-1958               | 10              | 16           |                                            |
| I Love You Baby                                               | 1958                  | 08-1958               | 13              | 4            |                                            |
| Midnight                                                      | 1958                  | 11-1958               | 13              | 4            |                                            |
| Lonely Boy                                                    | 1959                  | 11-1959               | 4               | 24           |                                            |
| Put Your Head on My Shoulder                                  | 1959                  | 12-1959               | 13              | 12           |                                            |
| Adam and Eve                                                  | 1960                  | 06-1960               | 18              | 8            |                                            |
| Tonight My Love, Tonight                                      | 1961                  | 04-08-1961            | 6               | 12           |                                            |
| Dance on Little Girl                                          | 1961                  | 15-09-1961            | 4               | 13           |                                            |
| Cinderella                                                    | 1961                  | 11-1961               | 13              | 8            |                                            |
| Love Me Warm and Tender                                       | 1962                  | 08-06-1962            | 5               | 6            |                                            |
| A Steel Guitar and a Glass of Wine                            | 1962                  | 09-1962               | 11              | 12           |                                            |
| Eso beso (That Kiss!)                                         | 1963                  | 02-1963               | 20              | 8            |                                            |
| Hello Jim                                                     | 1963                  | 09-1963               | 23              | 8            |                                            |
| Top 40                                                        |                       |                       |                 |              |                                            |
| Flashback                                                     | 1973                  | 01-12-1973            | 25              | 4            | #24 in de Single Top 100                   |
| (You're) Having My Baby                                       | 1974                  | 12-11-1974            | 13              | 7            | #14 in de Single Top 100                   |
| Freedom for the World                                         | 1987                  | 19-12-1987            | tip2            | -            | #55 in de Single Top 100                   |
| Having My Baby                                                | 1988                  | -                     |                 |              | met Anita Meyer / #75 in de Single Top 100 |

| Single met hitnotering(en) in de Vlaamse Ultratop 50 | Datum van verschijnen | Datum van binnenkomst | Hoogste positie | Aantal weken | Opmerkingen |
| ---------------------------------------------------- | --------------------- | --------------------- | --------------- | ------------ | ----------- |
| Diana                                                | 1957                  | 01-10-1957            | 2               | 28           |             |
| You Are My Destiny                                   | 1958                  | 01-03-1958            | 3               | 16           |             |
| Crazy Love                                           | 1958                  | 01-05-1958            | 10              | 16           |             |
| Midnight                                             | 1958                  | 01-08-1958            | 11              | 12           |             |
| (All of a Sudden) My Heart Sings                     | 1959                  | 01-04-1959            | 14              | 16           |             |
| Lonely Boy                                           | 1959                  | 01-07-1959            | 2               | 28           |             |
| Put Your Head on My Shoulder                         | 1959                  | 01-10-1959            | 2               | 24           |             |
| It's Time to Cry                                     | 1960                  | 01-01-1960            | 5               | 16           |             |
| Adam and Eve                                         | 1960                  | 01-03-1960            | 1(1wk)          | 24           |             |
| My Home Town                                         | 1960                  | 01-06-1960            | 1(1wk)          | 16           |             |
| Hello Young Lovers                                   | 1960                  | 01-08-1960            | 4               | 12           |             |
| Summer's Gone                                        | 1960                  | 01-10-1960            | 10              | 8            |             |
| The Story of My Love                                 | 1961                  | 01-02-1961            | 15              | 12           |             |
| Tonight My Love, Tonight                             | 1961                  | 01-05-1961            | 5               | 12           |             |
| Dance on Little Girl                                 | 1961                  | 01-06-1961            | 2               | 20           |             |
| Cinderella                                           | 1961                  | 01-09-1961            | 4               | 16           |             |
| Loveland                                             | 1962                  | 01-02-1962            | 17              | 4            |             |
| Love Me Warm and Tender                              | 1962                  | 01-03-1962            | 1(2wk)          | 20           |             |
| I Never Knew Your Name                               | 1962                  | 01-06-1962            | 6               | 8            |             |
| A Steel Guitar and a Glass of Wine                   | 1962                  | 01-06-1962            | 2               | 16           |             |
| Every Night (Without You)                            | 1962                  | 01-08-1962            | 1(1wk)          | 16           |             |
| Eso beso (That Kiss!)                                | 1962                  | 01-11-1962            | 3               | 20           |             |
| Love (Makes the World Go 'round)                     | 1963                  | 01-02-1963            | 4               | 8            |             |
| Remember Diana                                       | 1963                  | 01-05-1963            | 12              | 8            |             |
| Hello Jim                                            | 1963                  | 01-07-1963            | 5               | 16           |             |
| Goodnight My Love                                    | 1969                  | 29-03-1969            | 19              | 1            |             |
| (You're) Having My Baby                              | 1974                  | 19-10-1974            | 7               | 7            |             |
| Freedom for the World                                | 1987                  | 26-12-1987            | 11              | 8            |             |

### NPO Radio 2 Top 2000
| Nummers met noteringen in de NPO Radio 2 Top 2000 | '99  | '00  | '01  | '02  | '03  | '04  | '05  | '06  | '07  | '08  | '09 | '10  |
| ------------------------------------------------- | ---- | ---- | ---- | ---- | ---- | ---- | ---- | ---- | ---- | ---- | --- | ---- |
| Dance on little girl                              | 1682 | -    | -    | -    | -    | -    | -    | -    | -    | -    | -   | -    |
| Diana                                             | 1010 | 1063 | 1708 | 1482 | 1299 | 1650 | 1602 | 1468 | 1803 | 1559 | -   | 1930 |
| Lonely Boy                                        | 1324 | -    | 1549 | -    | 1916 | -    | -    | -    | -    | -    | -   | -    |
| Put your head on my shoulder                      | -    | -    | 1731 | -    | 1973 | -    | 1917 | -    | -    | -    | -   | -    |
| (You're) Having my baby                           | 1599 | -    | 1558 | -    | -    | -    | -    | -    | -    | -    | -   | -    |

1. ↑  Een '-' betekent dat het nummer niet was genoteerd en een vetgedrukt getal geeft de hoogste notering van een nummer aan.
2. ↑  Deze tabel is bijgewerkt tot en met de laatste editie (2024).

### Dvd's
| Dvd's met hitnoteringen in de Nederlandse Music Top 30 | Datum van verschijnen | Datum van binnenkomst | Hoogste positie | Aantal weken | Opmerkingen |
| ------------------------------------------------------ | --------------------- | --------------------- | --------------- | ------------ | ----------- |
| Rock Swings - Live at the Montreal Jazz Festival       | 2006                  | 06-05-2006            | 12              | 1            |             |